# Walikale
Walikale ist ein Territorium (Verwaltungsbezirk, Wirkungsbereich einer Verwaltungseinheit) in Nord-Kivu, einer der 10 bzw. 25 (ab 2011) Provinzen im Osten der Demokratischen Republik Kongo. Der Hauptort des Gebiets heißt ebenfalls Walikale.

## Sicherheitslage
In dem Gebiet befindet sich seit 2003 das Hauptquartier der Forces Démocratiques de la Libération du Rwanda (FDLR) (Stand Oktober 2010). In Walikale kam es 2010 zu Vergewaltigungen, Morden und Plünderungen durch reguläre Truppen des Landes und ruandische und kongolesische Milizen. Seit Sommer 2011 waren die Regierungstruppen in dem Gebiet kaserniert, um eine Reorganisation zu ermöglichen. Dies führte zu einer Verschärfung der Situation.
Am 19. März 2025 nahmen die Rebellenmilizen der M23/Alliance fleuve Congo (AFC) den Hauotort Walikale ein. Die Bevölkerung floh zuvor in Massen zu Fuß in Richtung Kisangani.

## Wirtschaft
Stand 2010 waren im Territorium 27 Bergwerke aktiv, darunter 15 für Kassiterit, 8 für Gold, 2 für Coltan und 2 für Wolfram.

## Verkehr
Durch Walikale führt die Nationalstraße 3.